# Jack Doohan
Jack Doohan (* 20. ledna 2003) je australský závodní jezdec a rezervní pilot týmu Alpine F1 Team, syn motocyklového závodníka Micka Doohana, který je pětinásobným mistrem světa MotoGP. Doohan ve Formuli 1 odjel 7 závodů – 1 v roce 2024 a 6 v roce 2025.
Do Formule 3 vstoupil v roce 2020, o rok později v šampionátu skončil jako druhý. Poté se přesunul do Formule 2, kde v letech 2022 a 2023 s týmem Virtuosi získal několik vítězství a celkové šesté a třetí místo.
Od roku 2022 je členem akademie týmu Alpine, předtím byl součástí juniorského týmu Red Bullu. V letech 2023 a 2024 byl rezervním jezdcem Alpinu, v roce 2024 nahradil v posledním závodě sezóny v monopostu Estebana Ocona. Od roku 2025 byl plnohodnotným jezdcem, jeho týmovým kolegou byl Pierre Gasly. Po šesti závodech ho ale nahradil Franco Colapinto.

## Kariéra

### Formule 3

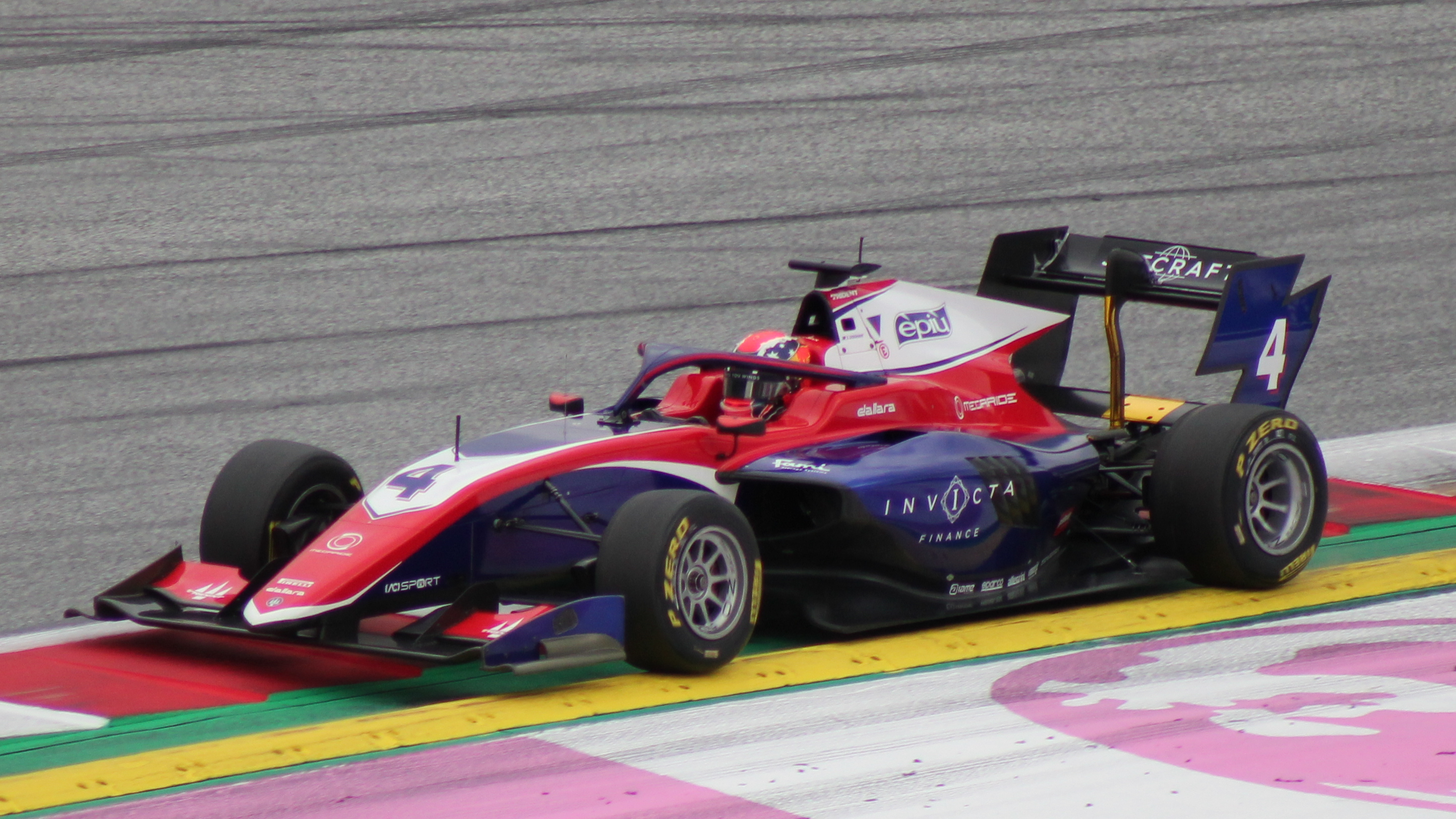
Doohan během kola na Spielbergu v roce 2021

V roce 2020 se poprvé zúčastnil závodů FIA Formule 3, kdy byl členem týmu HWA Racelab. Doohan skončil nejlépe sedmý v kvalifikaci v Silverstone, během sezóny ale zaznamenal především několik incidentů a chyb. Během sezóny nezískal ani bod, nejlépe skončil 11. v Mugellu a sezónu zakončil na 26. místě.
V roce 2021 přestoupil do týmu Trident. Během sezóny dokázal čtyři závody vyhrát, jeho tým vyhrál pohár konstruktérů a Doohan skončil v poháru jezdců jako druhý.

### Formule 2

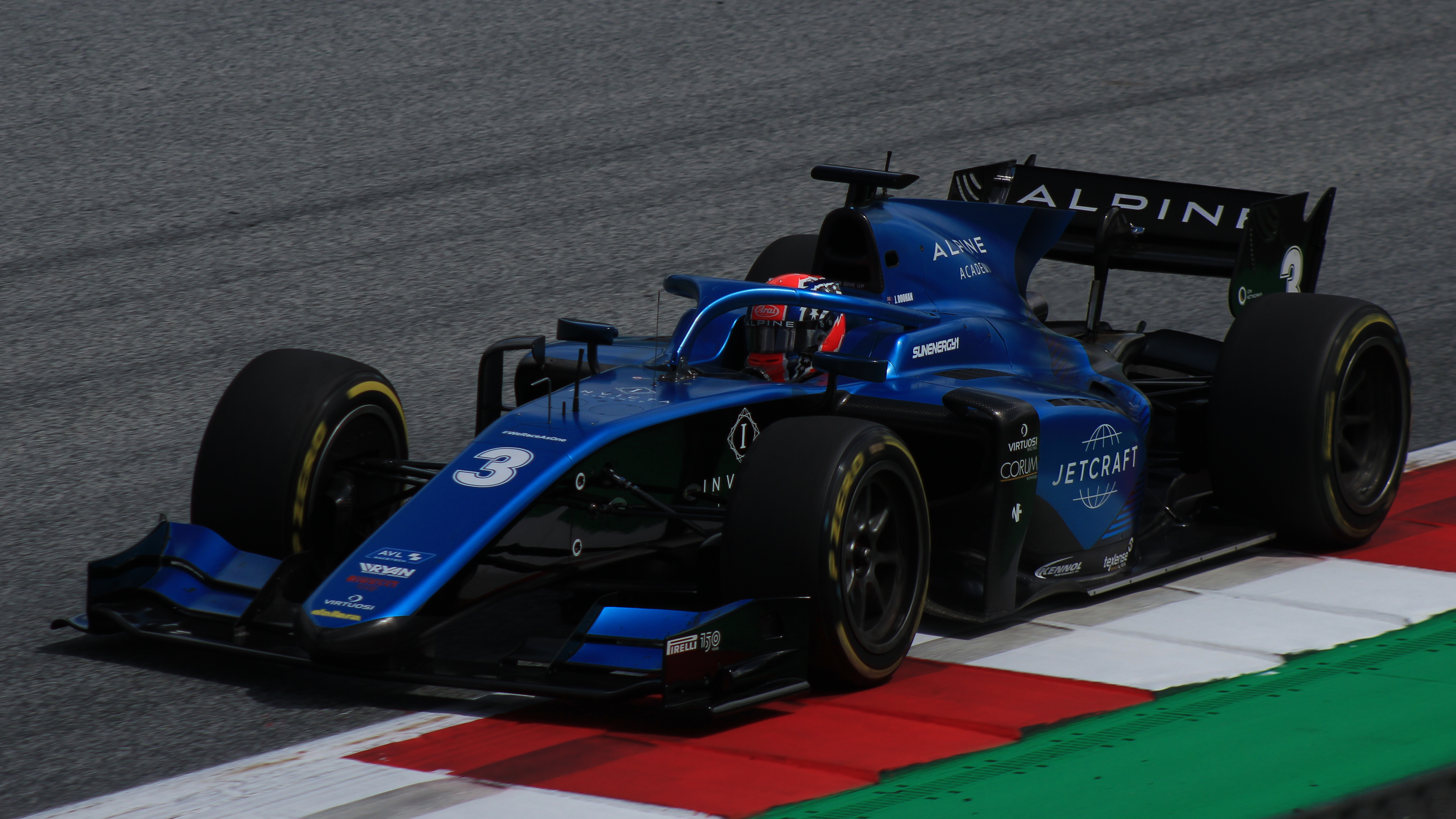
Doohan na Spielbergu v roce 2022

V roce 2021 nastoupil do posledních dvou podniků sezóny za tým MP Motorsport. Dvakrát dokázal bodovat a celkově skončil na 19. místě s osmi body.
V roce 2022 se připojil k Virtuosi Racing. V pořadí jezdců skončil se 128 body šestý se třemi výhrami, třemi pole position, čtyřmi nejrychlejšími koly a celkem šesti umístěními na stupních vítězů.

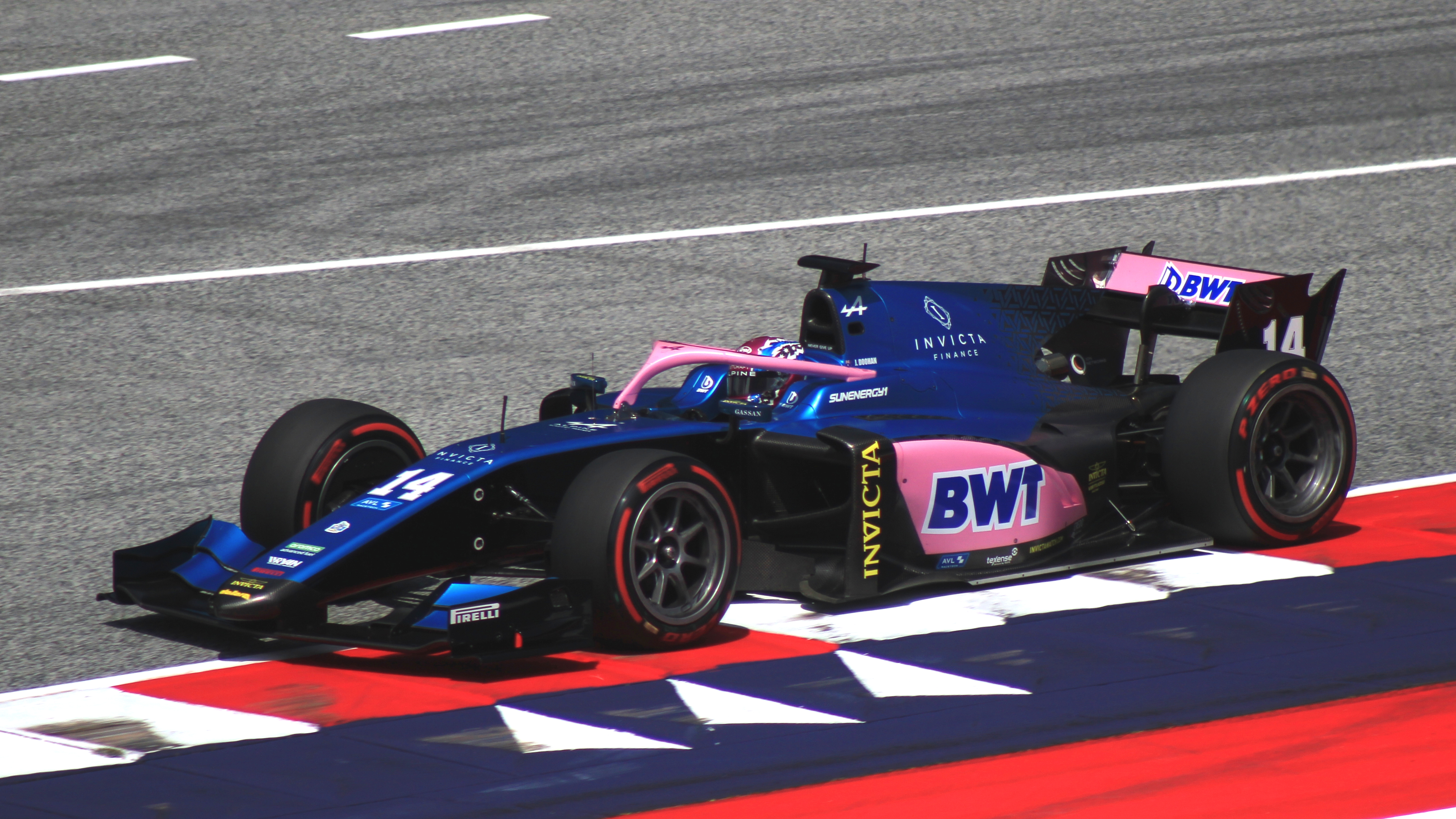
Doohan jezdící za Invicta Virtuosi Racing během kola Spielberg Formule 2 v roce 2023.

U Virtuosi skončil i v roce 2023. Během roku získal tři vítězství, pět umístění na stupních vítězů, dvě pole position a dvě nejrychlejší kola. Na konci roku Formuli 2 opustil s cílem připojit se od roku 2025 formuli 1.

### Formule 1
V roce 2022 podepsal smlouvu s akademií týmu Alpine. Zúčastnil se několika tréninků a testovacích dní.
V roce 2023 byl potvrzen jako rezervní jezdec týmu Alpine. Zúčastnil se dvou tréninků Formule 1. Dvou tréninků se zúčastnil i v roce 2024.

#### Alpine (2025)
23. srpna 2024 Alpine oznámil, že Doohan bude od roku 2025 jezdcem týmu po boku Pierra Gaslyho. Po šesti závodech ho ale nahradil Franco Colapinto.

## Výsledky
| Legenda k tabulce | Legenda k tabulce                                                                       |
| Barva             | Výsledek                                                                                |
| ----------------- | --------------------------------------------------------------------------------------- |
| Zlatá             | Vítěz                                                                                   |
| Stříbrná          | 2. místo                                                                                |
| Bronzová          | 3. místo                                                                                |
| Zelená            | Bodované umístění                                                                       |
| Modrá             | Nebodované umístění                                                                     |
| Modrá             | Dokončil neklasifikován (NC)                                                            |
| Fialová           | Odstoupil (Ret)                                                                         |
| Červená           | Nekvalifikoval se (DNQ)                                                                 |
| Červená           | Nepředkvalifikoval se (DNPQ)                                                            |
| Černá             | Diskvalifikován (DSQ)                                                                   |
| Bílá              | Nestartoval (DNS)                                                                       |
| Bílá              | Závod zrušen (C)                                                                        |
| Světle modrá      | Pouze trénoval (PO)                                                                     |
| Světle modrá      | Páteční testovací jezdec (TD)                                                           |
| Bez barvy         | Netrénoval (DNP)                                                                        |
| Bez barvy         | Vyřazen (EX)                                                                            |
| Bez barvy         | Nepřijel (DNA)                                                                          |
| Bez barvy         | Odvolal účast (WD)                                                                      |
| Bez barvy         | Nezúčastnil se (prázdné)                                                                |
| Označení          | Význam                                                                                  |
| Tučnost           | Pole position                                                                           |
| Kurzíva           | Nejrychlejší kolo                                                                       |
| †                 | Jezdec nedojel do cíle, ale byl klasifikován, protože odjel více než 90 % délky závodu. |
| ‡                 | Byl udělován poloviční počet bodů, protože bylo odjeto méně než 75 % délky závodu.      |
| Horní index       | Umístění bodujících jezdců ve sprintu                                                   |

### Závodní kariéra
| Sezóna  | Série                         | Tým                          | Závody          | Vítězství       | PP              | NK              | Pódia           | Body            | Umístění        |
| ------- | ----------------------------- | ---------------------------- | --------------- | --------------- | --------------- | --------------- | --------------- | --------------- | --------------- |
| 2018    | F4 British Championship       | TRS Arden Junior Racing Team | 30              | 3               | 0               | 7               | 12              | 328             | 5. místo        |
| 2018    | ADAC Formula 4 Championship   | Prema Theodore Racing        | 8               | 0               | 0               | 1               | 0               | 35              | 12. místo       |
| 2018    | Italian F4 Championship       | Prema Theodore Racing        | 6               | 0               | 0               | 0               | 0               | 9               | 20. místo       |
| 2018–19 | MRF Challenge Formula 2000    | MRF Racing                   | 5               | 0               | 0               | 0               | 2               | 50              | 9. místo        |
| 2019    | Euroformula Open Championship | Double R Racing              | 16              | 0               | 0               | 0               | 2               | 79              | 11. místo       |
| 2019    | F3 Asian Championship         | Hitech Grand Prix            | 15              | 5               | 1               | 5               | 13              | 276             | 2. místo        |
| 2019    | F3 Asian Winter Series        | Hitech Grand Prix            | 3               | 0               | 0               | 0               | 2               | 0               | —               |
| 2019–20 | F3 Asian Championship         | Pinnacle Motorsport          | 15              | 5               | 4               | 5               | 10              | 229             | 2. místo        |
| 2020    | FIA Formula 3 Championship    | HWA Racelab                  | 18              | 0               | 0               | 0               | 0               | 0               | 26. místo       |
| 2021    | FIA Formula 3 Championship    | Trident                      | 20              | 4               | 2               | 1               | 7               | 179             | 2. místo        |
| 2021    | Formule 2                     | MP Motorsport                | 6               | 0               | 0               | 0               | 0               | 7               | 19. místo       |
| 2022    | Formule 2                     | Virtuosi Racing              | 28              | 3               | 3               | 4               | 6               | 128             | 6. místo        |
| 2023    | Formule 2                     | Invicta Virtuosi Racing      | 25              | 3               | 2               | 3               | 5               | 168             | 3. místo        |
| 2023    | Formule 1                     | BWT Alpine F1 Team           | Rezervní jezdec | Rezervní jezdec | Rezervní jezdec | Rezervní jezdec | Rezervní jezdec | Rezervní jezdec | Rezervní jezdec |
| 2024    | Formule 1                     | BWT Alpine F1 Team           | 1               | 0               | 0               | 0               | 0               | 0               | 24. místo       |
| 2025    | Formule 1                     | BWT Alpine F1 Team           | 6               | 0               | 0               | 0               | 0               | 0*              | 19. místo*      |

### Kompletní výsledky ve Formuli 3
| Rok  | Tým         | 1          | 2           | 3          | 4          | 5           | 6          | 7           | 8          | 9          | 10         | 11         | 12         | 13         | 14          | 15         | 16         | 17         | 18         | 19       | 20      | 21      | Body | Umístění  |
| ---- | ----------- | ---------- | ----------- | ---------- | ---------- | ----------- | ---------- | ----------- | ---------- | ---------- | ---------- | ---------- | ---------- | ---------- | ----------- | ---------- | ---------- | ---------- | ---------- | -------- | ------- | ------- | ---- | --------- |
| 2020 | HWA Racelab | RBR FEA 14 | RBR SPR Ret | RBR FEA 22 | RBR SPR 20 | HUN FEA Ret | HUN SPR 25 | SIL FEA Ret | SIL SPR 27 | SIL FEA 26 | SIL SPR 21 | CAT FEA 14 | CAT SPR 15 | SPA FEA 12 | SPA SPR Ret | MNZ FEA 17 | MNZ SPR 21 | MUG FEA 13 | MUG SPR 11 |          |         |         | 0    | 26. místo |
| 2021 | Trident     | CAT 1 17   | CAT 2 8     | CAT 3 2    | LEC 1 7    | LEC 2 5     | LEC 3 1    | RBR 1 3     | RBR 2 7    | RBR 3 27   | HUN 1 9    | HUN 2 13   | HUN 3      | SPA 1 12   | SPA 2 1     | SPA 3 1    | ZAN 1 6    | ZAN 2 18   | ZAN 3 4    | SOC 1 15 | SOC 2 C | SOC 3 1 | 179  | 2. místo  |

### Kompletní výsledky ve Formuli 2
| Rok  | Tým                     | 1          | 2          | 3           | 4         | 5           | 6           | 7           | 8          | 9         | 10          | 11         | 12         | 13        | 14        | 15        | 16         | 17         | 18        | 19         | 20          | 21         | 22          | 23        | 24          | 25        | 26          | 27        | 28          | Body | Umístění  |
| ---- | ----------------------- | ---------- | ---------- | ----------- | --------- | ----------- | ----------- | ----------- | ---------- | --------- | ----------- | ---------- | ---------- | --------- | --------- | --------- | ---------- | ---------- | --------- | ---------- | ----------- | ---------- | ----------- | --------- | ----------- | --------- | ----------- | --------- | ----------- | ---- | --------- |
| 2021 | MP Motorsport           | BHR SP1    | BHR SP2    | BHR FEA     | MCO SP1   | MCO SP2     | MCO FEA     | BAK SP1     | BAK SP2    | BAK FEA   | SIL SP1     | SIL SP2    | SIL FEA    | MNZ SP1   | MNZ SP2   | MNZ FEA   | SOC SP1    | SOC SP2    | SOC FEA   | JED SP1 11 | JED SP2 5   | JED FEA 13 | YMC SP1 11  | YMC SP2 8 | YMC FEA Ret |           |             |           |             | 7    | 19. místo |
| 2022 | Virtuosi Racing         | BHR SPR 10 | BHR FEA 10 | JED SPR Ret | JED FEA 9 | IMO SPR 11  | IMO FEA Ret | CAT SPR 6   | CAT FEA 2  | MCO SPR 7 | MCO FEA 4   | BAK SPR 11 | BAK FEA 13 | SIL SPR 1 | SIL FEA 9 | RBR SPR 3 | RBR FEA 19 | LEC SPR 4  | LEC FEA 5 | HUN SPR 1  | HUN FEA Ret | SPA SPR 2  | SPA FEA 1   | ZAN SPR 9 | ZAN FEA Ret | MNZ SPR 6 | MNZ FEA Ret | YMC SPR 7 | YMC FEA Ret | 128  | 6. místo  |
| 2023 | Invicta Virtuosi Racing | BHR SPR 11 | BHR FEA 16 | JED SPR 7   | JED FEA 2 | MEL SPR Ret | MEL FEA 8   | BAK SPR 17† | BAK FEA 15 | MCO SPR 6 | MCO FEA Ret | CAT SPR 5  | CAT FEA 6  | RBR SPR 7 | RBR FEA 4 | SIL SPR 3 | SIL FEA 4  | HUN SPR 10 | HUN FEA 1 | SPA SPR 5  | SPA FEA 1   | ZAN SPR 6  | ZAN FEA DNS | MNZ SPR 9 | MNZ FEA 6   | YMC SPR 6 | YMC FEA 1   |           |             | 168  | 3. místo  |

### Kompletní výsledky ve Formuli 1
| Rok  | Tým                | Šasi        | Motor                        | 1       | 2      | 3      | 4      | 5      | 6       | 7   | 8   | 9      | 10  | 11  | 12     | 13  | 14  | 15  | 16  | 17  | 18  | 19     | 20     | 21  | 22     | 23  | 24     | Body | Umístění   |
| ---- | ------------------ | ----------- | ---------------------------- | ------- | ------ | ------ | ------ | ------ | ------- | --- | --- | ------ | --- | --- | ------ | --- | --- | --- | --- | --- | --- | ------ | ------ | --- | ------ | --- | ------ | ---- | ---------- |
| 2022 | BWT Alpine F1 Team | Alpine A522 | Renault E-Tech RE22 1.6 V6 t | BHR     | SAU    | AUS    | EMI    | MIA    | ESP     | MON | AZE | CAN    | GBR | AUT | FRA    | HUN | BEL | NED | ITA | SIN | JPN | USA    | MXC TD | SAP | ABU TD |     |        | –    | –          |
| 2023 | BWT Alpine F1 Team | Alpine A523 | Renault E-Tech RE23 1.6 V6 t | BHR     | SAU    | AUS    | AZE    | MIA    | MON     | ESP | CAN | AUT    | GBR | HUN | BEL    | NED | ITA | SIN | JPN | QAT | USA | MXC TD | SAP    | LVG | ABU TD |     |        | –    | –          |
| 2024 | BWT Alpine F1 Team | Alpine A524 | Renault E-Tech RE24 1.6 V6 t | BHR     | SAU    | AUS    | JPN    | CHN    | MIA     | EMI | MON | CAN TD | ESP | AUT | GBR TD | HUN | BEL | NED | ITA | AZE | SIN | USA    | MXC    | SAP | LVG    | QAT | ABU 15 | 0    | 24. místo  |
| 2025 | BWT Alpine F1 Team | Alpine A525 | Renault E-Tech RE25 1.6 V6 t | AUS Ret | CHN 13 | JPN 15 | BHR 14 | SAU 17 | MIA Ret | EMI | MON | ESP    | CAN | AUT | GBR    | BEL | HUN | NED | ITA | AZE | SIN | USA    | MXC    | SAP | LVG    | QAT | ABU    | 0*   | 19. místo* |